# 天王寺警察署
天王寺警察署（てんのうじけいさつしょ）は、大阪府警察が管轄する警察署の一つである。

## 所在地
- 大阪市天王寺区六万体町5番8号
  - Osaka Metro谷町線 四天王寺前夕陽ヶ丘駅

## 管轄区域
- 大阪市天王寺区

## 交番一覧
- 生玉交番 - 大阪市天王寺区生玉町6番31号
- 上本町交番 - 大阪市天王寺区石ケ辻町17番3号
- 勝山交番 - 大阪市天王寺区烏ケ辻二丁目9番21号
- 四天王寺東交番 - 大阪市天王寺区大道二丁目9番7号
- 玉造交番 - 大阪市天王寺区玉造本町5番2号
- 天王寺駅前交番 - 大阪市天王寺区茶臼山町5番50号
- 舟橋町交番 - 大阪市天王寺区舟橋町15番34号